# Ministerul Apărării Naționale (România)
Ministerul Apărării Naționale (MApN) este organul de specialitate al administrației publice centrale, în subordinea Guvernului României, prin care este condusă activitatea în domeniul apărării naționale, potrivit prevederilor legii și strategiei de securitate națională, pentru garantarea suveranității, independenței și unității statului, integrității teritoriale a țării și democrației constituționale.
Ministerul Apărării Naționale răspunde în fața Parlamentului, a Guvernului și a Consiliului Suprem de Apărare a Țării pentru modul de aplicare a prevederilor Constituției, a celorlalte acte normative în vigoare, a hotărârilor Guvernului și ale Consiliului Suprem de Apărare a Țării, precum și ale tratatelor internaționale la care România este parte, în domeniul său de activitate.
În iunie 2010, Ministerul Apărării avea 83.104 angajați, militari și civili.

## Organizare
Următoarele instituții sunt subordonate Ministerului Apărării:
- Oficiul Național pentru Cultul Eroilor
- Colegiul Național de Apărare
- Universitatea Națională de Apărare
- Institutul Național de Medicină Aeronautică și Spațială
- Regia Autonomă Compania Română de Aviație "Romavia"
- Muzeul Militar Național
- Biblioteca Militară Națională
- Cercul Militar Național
- Compania Națională "Romtehnica"
- Inspectoratul Muzicilor Militare

## Carta albă a apărării
Carta albă a apărării este un document elaborat de către Ministerul Apărării Naționale pentru îndeplinirea prevederilor Strategiei naționale de apărare a țării și implementarea obiectivelor în domeniul apărării stabilite prin Programul de guvernare și în conformitate cu prevederile Conceptului strategic al NATO . Carta se supune spre aprobare Parlamentului, în termen de cel mult 6 luni de la acordarea încrederii Guvernului, după ce este însușită de Guvern și avizată de CSAT. Carta reprezintă fundamentul documentului-sinteză privind politica, strategiile sectoriale și prioritățile stabilite în formularea propunerilor de buget ale MApN.
Carta are un orizont de acoperire de 4 ani, conținând și prevederi pe termen mediu și lung. Ea poate fi revizuită la apariția sau modificarea Strategiei naționale de apărare a țării sau dacă circumstanțele o impun .
Carta albă a apărării stabilește: obiectivele politicii de apărare, măsurile și acțiunile avute în vedere pentru îndeplinirea obiectivelor politicii de apărare; misiunile și cerințele specifice pentru Armata României; principalele direcții de dezvoltare a capabilităților; obiectivele politicii de apărare - politica sectorială în domeniul apărării naționale; politicile privind managementul integrat al resurselor pentru apărare și resursele financiare care urmează să fie asigurate pe durata mandatului Guvernului, sub forma unui plan strategic de cheltuieli .

## Strategia militară
Strategia militară este un alt document elaborat la nivelul MApN. Strategia militară este elaborată pe baza Strategiei naționale de apărare a țării, a Cartei albe a apărării și a documentelor relevante la nivel NATO și UE. După ce este avizată de CSAT, Strategia militară se supune spre aprobare Guvernului, în termen de cel mult 3 luni de la aprobarea Cartei albe a apărării. La fel ca și Carta albă a apărării, strategia militară are un orizont de acoperire de 4 ani, conținând și prevederi pe termen mediu și lung și poate fi revizuită, în cazul modificării documentelor pe baza cărora a fost elaborată, dacă situația o impune . 
Strategia militară cuprinde potențialele riscuri și amenințări militare identificate; obiectivele militare naționale; capabilitățile de apărare și prioritățile realizării acestora; detalierea structurii de forțe a armatei și direcționări pentru configurarea, dimensionarea, pregătirea și înzestrarea Armatei României; conceptele operaționale stabilite pentru îndeplinirea acestor obiective și a misiunilor armatei . 

## Directiva de planificare a apărării
Conform legii 203/2015, Directiva de planificare a apărării este elaborată de către MApN pe baza prevederilor Cartei albe a apărării, a Strategiei militare și a documentelor relevante la nivel NATO și UE, la cel mult 5 zile după primirea scrisorii-cadru privind contextul macroeconomic pe baza căruia sunt întocmite proiectele de buget pe anul următor și estimările pe următorii 3 ani, precum și limitele de cheltuieli aprobate de Guvern. Aceasta este elaborată anual, pentru un orizont de timp de 10 ani . 
Directiva de planificare a apărării se aprobă prin ordin al ministrului apărării naționale, după adoptarea acesteia prin hotărârea Consiliului de Planificare a Apărării, organul deliberativ abilitat să hotărască obiectivele și acțiunile de importanță majoră ce trebuie desfășurate pentru înfăptuirea sarcinilor ce revin MApN, precum și volumul, structura și modul de alocare a resurselor necesare îndeplinirii acestora . 
Directiva de planificare a apărării conține obiectivele generale și prioritățile Ministerului Apărării Naționale; obiectivele specifice și direcționările pentru domeniile planificării apărării; denumirea programelor majore și directorii acestora; obiectivele specifice și capabilitățile pentru fiecare program major; proiecția bugetară pentru fiecare program major .

## Buget
Bugetul Ministerului Apărării Naționale, în dolari americani, a fost de 900.000.000 în 1990 (aprobat în 1989), 710 milioane în 1991, 520 milioane în 1992 și 418 milioane în 1993.
În 2006 bugetul a fost de 6.38 miliarde lei. În 2007 a ajuns a 7.64 miliarde lei. În 2008 bugetul a fost de 8.3 miliarde lei. În 2009 bugetul a fost de 7.4 miliarde de lei, iar în 2010 a fost de 7 miliarde de lei . În timp ce, în 2011, bugetul a fost de 4.4 miliarde de lei, iar în 2012 a crescut la 4.8 miliarde. În 2013 bugetul a fost de 5.6 miliarde, iar în 2014 de 5.8 miliarde . 
În 2015 bugetul MApN a fost de 10,33 mld. lei, reprezentând 1,45% din PIB . Tot în 2015 a fost semnat un acord politic prin care România își asuma ca timp de 10 ani, începând cu 2017, să aloce Armatei un procent de cel puțin 2% din PIB  .
În 2016 bugetul a fost de 10,73 mld. lei, adică 1,4% . În 2017 bugetul a crescut la 16.3 mld. lei, reprezentând 1.99% din PIB . În 2018 bugetul Ministerului a ajuns la 18.1 mld. lei, adică 2% din PIB . În 2019 bugetul a fost peste 20 de miliarde, ajungând la 20,3 mld. lei, reprezentând aprximativ % din PIB   .
În 2020, bugetul a crescut la 22,2 miliarde de lei, aproximativ 5 miliarde de euro, reprezentând 2% din PIB .
În anul 2021 au fost alocate fonduri de 22,746 miliarde de lei, reprezentând 2,04 % din PIB 
În 2022 bugetul MApN a fost de 23.1 miliarde de lei  .
În 2023 bugetul Ministerului va fi de 38.7 miliarde de lei , cu 13 miliarde mai mult decât în anul precedent. Majorarea vine ca urmare a creșterii bugetului pentru aparare la 2.5% din PIB, de la 2% . 